# Tyrannochelifer floridanus
Tyrannochelifer floridanus är en spindeldjursart som först beskrevs av Banks 1891.  Tyrannochelifer floridanus ingår i släktet Tyrannochelifer och familjen tvåögonklokrypare. Inga underarter finns listade i Catalogue of Life.